# Pharochilus dilatatus
Pharochilus dilatatus es una especie de coleóptero de la familia Passalidae.

## Distribución geográfica
Habita en Australia.